# محمد چهارم

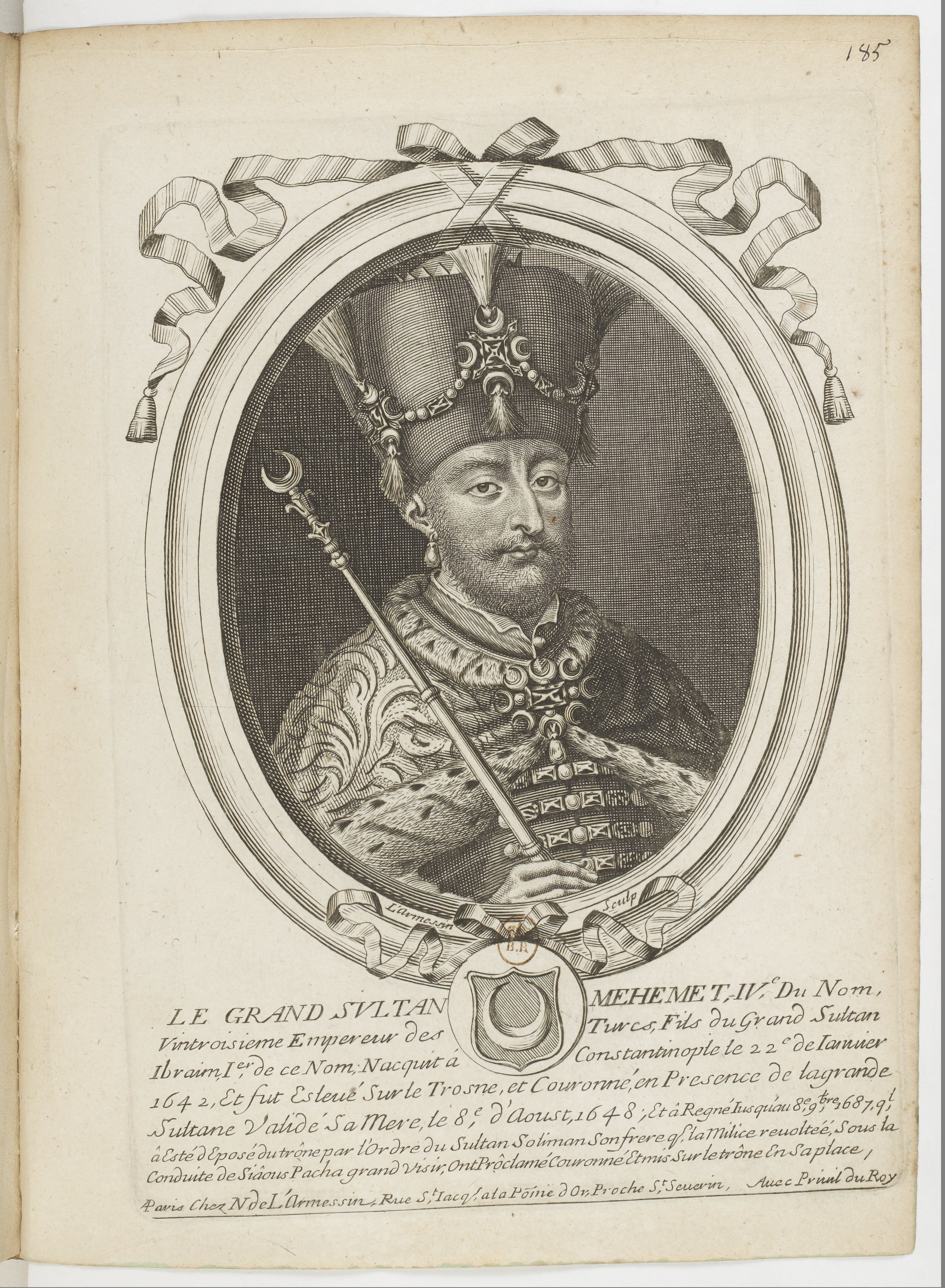

محمد چهارم یا آوجی محمد (زاده ۲ ژانویه ۱۶۴۲ استانبول، کاخ طوپقاپو – مرگ ۶ ژانویه ۱۶۹۳ ادرنه) از سال ۱۶۴۸ تا ۱۶۸۷ سلطان عثمانی بود؛ و با کمک کوسم سلطان به سلطنت رسید. وی در شش سالگی پس از سرنگونی پدرش، ابراهیم یکم در یک کودتا صاحب تاج و تخت شد، در سه سال نخست حکومتش کوسم سلطان به عنوان نایب السلطنه حکومت را اداره می‌کرد و پس از مرگ او والده تورخان سلطان نایب السلطنه شد. او از سنین جوانی علاقه شدیدی به شکار داشت و به همین دلیل به او عنوان آوجی یا شکارچی داده شده‌است. دوران حکومت او پس از دوران سلیمان یکم طولانی‌ترین محسوب می‌شود و او امپراتوری را به اوج گسترش سرزمینی در اروپا رسانید. اما در نبرد وین با شکست از ژان سوم سوبیسکی شکست خورد متعاقباً به ادرنه بازنشسته شد؛ در آنجا به مرگ طبیعی در ۱۶۹۳ درگذشت.

## نبردها
افزایش نفوذ روس‌ها در ناحیه قفقاز و مسئلهٔ اوکراین، مقدمات جنگ با روسیه را فراهم کرد. سلطان محمد به همراه صدراعظم خود قره مصطفی پاشا به روس‌ها حمله برد. آنها در طی ۲۲ روز محاصرهٔ قلعهٔ چیهیرین در اوکراین امروز، سرانجام آن را فتح و ۲۰٬۰۰۰ نفر از لشکر روس‌ها در آنجا را قتل‌عام کردند. پس از ۲ سال تصمیم به حملهٔ دوباره به روسیه کرد. اما، اینبار با بستن عهدنامهٔ باغچه‌سرای بین دو طرف در سال ۱۶۸۱ جنگ پایان یافت و دو کشور موافقت کردند تا اوکراین امروزین بین دو طرف تقسیم شده و قسمت بزرگتر زیر نظر امپراتوری عثمانی قرار داده شد این امر جان تازه‌ای به امپراتوری عثمانی بخشید و این امپراتوری را برای تهاجم به اروپا ترغیب نمود.

## کناره‌گیری از سلطنت
سلطان در سال ۱۶۸۳، از ایمره تکلی علیه هابسبورگ حمایت کرد و ارتش گسترده‌ای را در مجارستان به راه انداخت و وین را محاصره کرد. در نبرد وین در ارتفاعات کالنبرگ، عثمانی‌ها توسط نیروهای لهستانی-لیتوانیایی به رهبری ژان سوم سوبیسکی و متحدانش، به‌ویژه ارتش امپراتوری، متحمل شکست فاجعه‌باری شدند.
ارتش سلطان محمد چهارم به دلیل شکست در جنگ دوم موهاچ نسبت به امپراتور خود بی‌اعتماد شدند. به همین دلیل قیام کردند و عزل سلطان محمد چهارم و به دنبالش بر تخت نشستن برادرش سلیمان را خواستار شدند. محمد چهارم هم مجبور شد در سال ۱۶۸۷ از سلطنت کناره‌گیری کند. بعد از او سلیمان دوم، برادرش به سلطنت رسید.

## خانواده

### همسران
- گلنوش سلطان، خاصگی سلطان محمد چهارم و والده سلطان مصطفی دوم و احمد سوم بود.
- عفیفه سلطان ، دومین خاصگی سلطان محمد چهارم و مادر شاهزاده بایزید و سلیمان بود.
- گلنار قادین

### پسران
- مصطفی دوم از گلنوش سلطان
- احمد سوم از گلنوش سلطان
- شاهزاده بایزید، (۱۶۷۸ – ۱۶۸۰) از عفیفه سلطان
- شاهزاده سلیمان، (۱۶۸۱– فوت در کودکی) از عفیفه سلطان

### دختران
محمدچهارم هفت دختر داشت.
- خدیجه سلطان (۱۶۶۰ – ۱۷۴۳) در ۱۶۷۵ با مصطفی پاشا و در سال ۱۶۹۰ با حسن پاشا ازدواج کرد.
- ام سلطان (حدود ۱۶۶۸ ۱۶۷۰) در ۱۶۸۷با قاسم مصطفی پاشا، فرماندار ادرنه ازدواج کرد.
- ام‌کلثوم سلطان (۱۶۷۰ – ۱۷۲۰) پس از قتل قره مصطفی در ۱۶۹۴ با چِرکِس عثمان پاشا ازدواج کرد.
- عایشه سلطان (حدود ۱۶۷۳ – ۱۶۷۶) ملقب به کوچوک سلطان. با قره مصطفی پاشا نامزد شد، اما اندکی بعد فوت کرد و ازدواج هرگز انجام نشد.
- گوهر سلطان (؟)
- صفیه سلطان (؟ – ۱۶۸۷)
- فاطمه سلطان (۱۶۷۵ – ۱۷۰۰) در ۱۶۹۵ باچِرکِس ابراهیم پاشا و در سال ۱۶۹۷ با توپال یوسف پاشا ازدواج کرد.

## نگارخانه

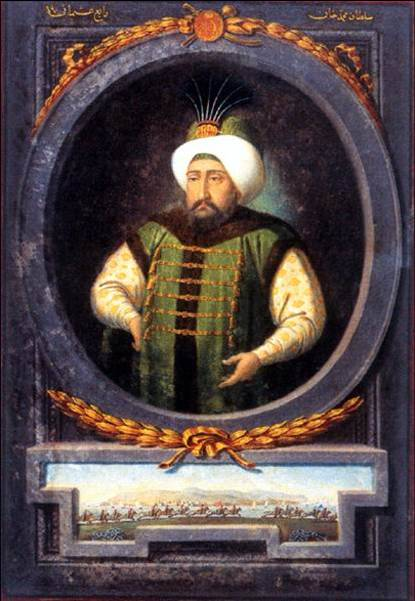
سلطان محمد چهارم
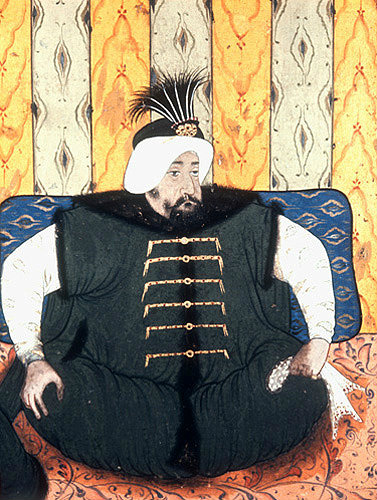
نگاره‌ای از محمد چهارم
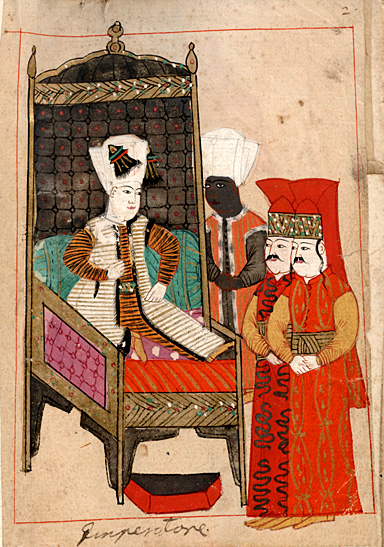
سلطان محمد چهارم نشسته بر تخت سلطنت (اوایل سلطنت)
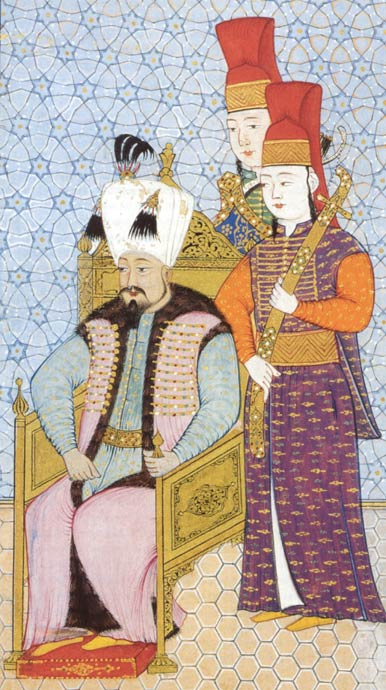
محمد شکارچی نشسته بر تخت و دو ینی‌چری ایستاده در پشت سلطان
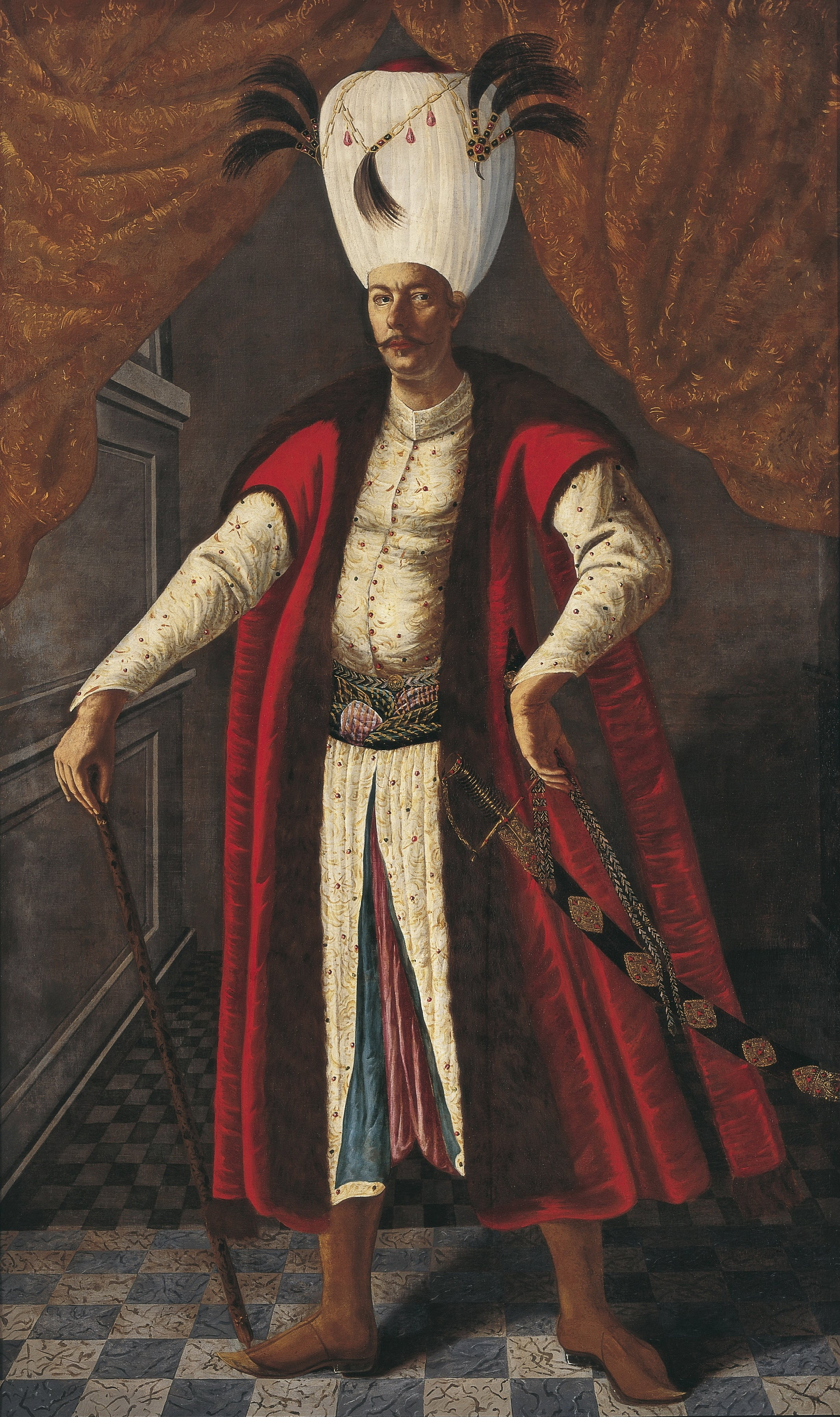
پرتره‌ای از سلطان محمد چهارم
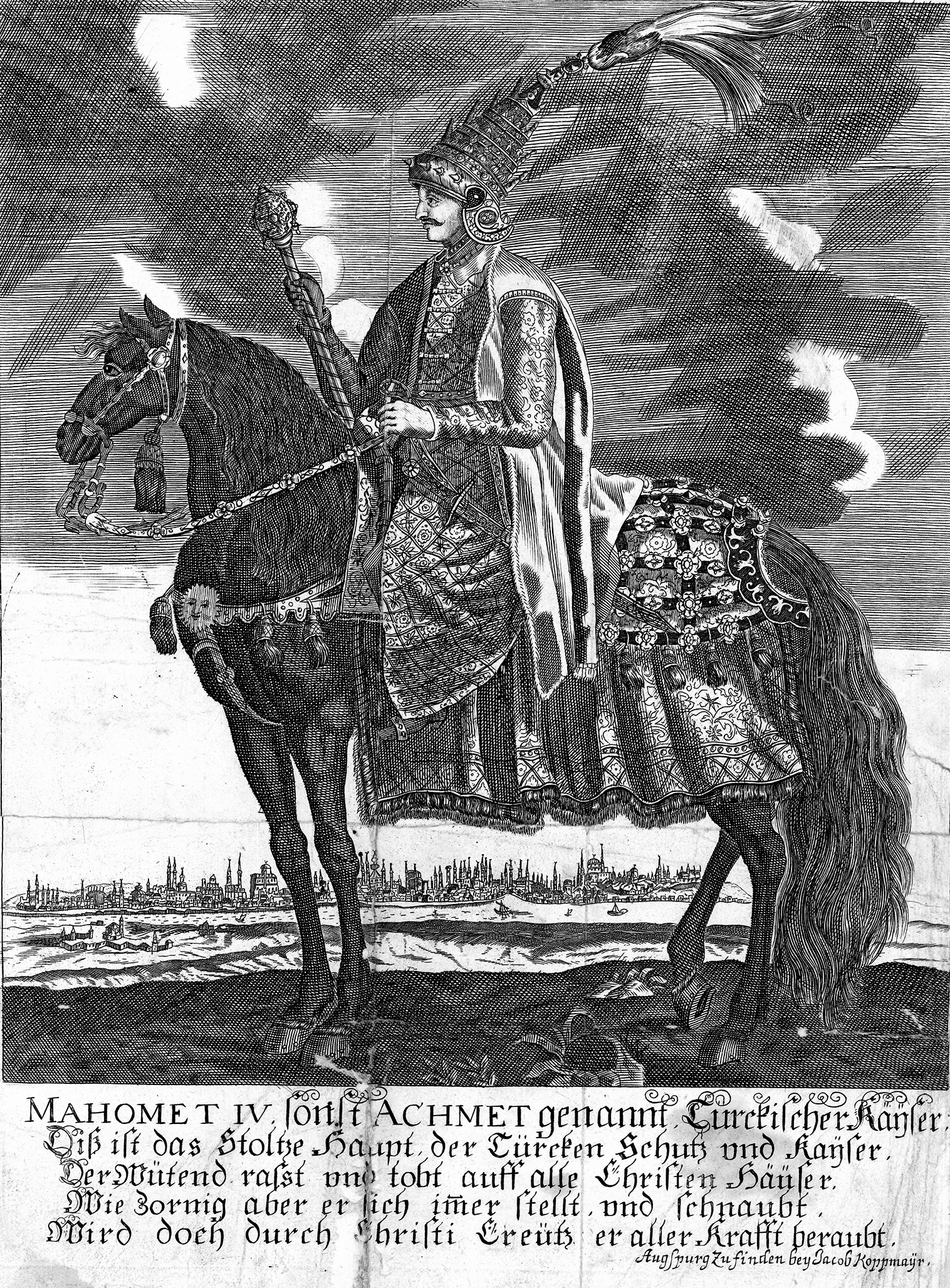
سلطان محمد خان سوار بر اسب
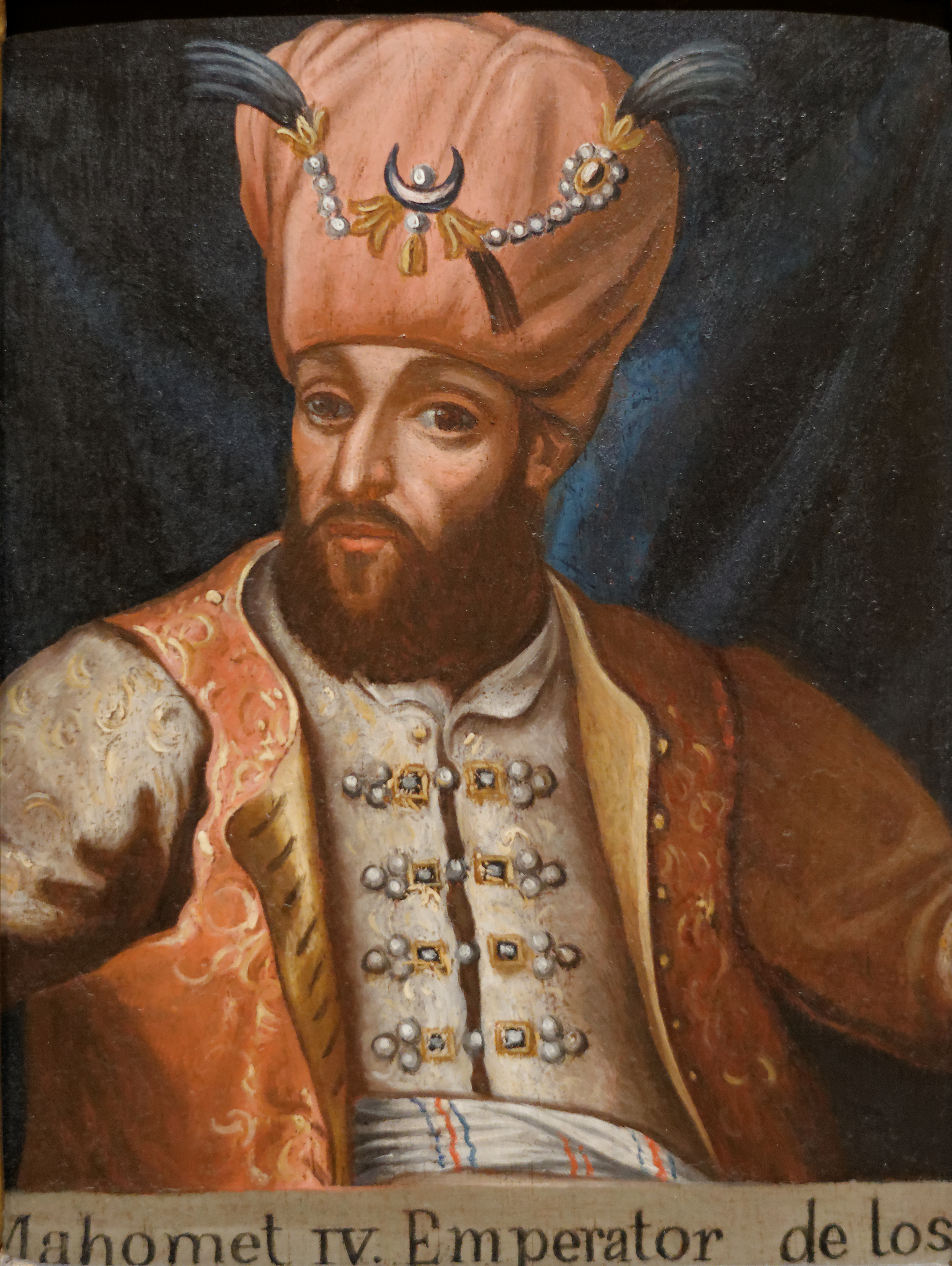
نگاره‌ای از سلطان محمد چهارم، نگهداری شده در موزه وین
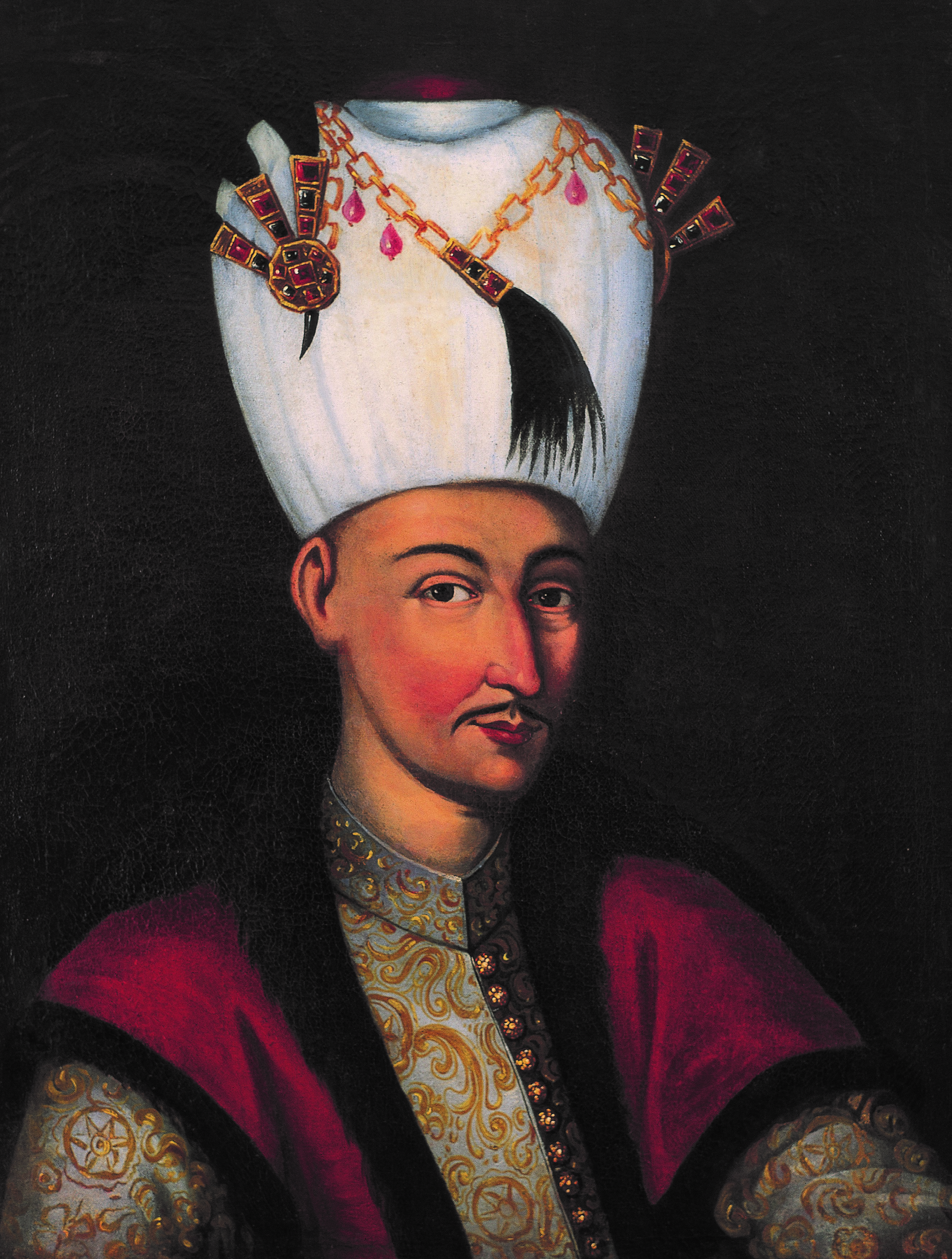
پرتره‌ای از آوجی محمد
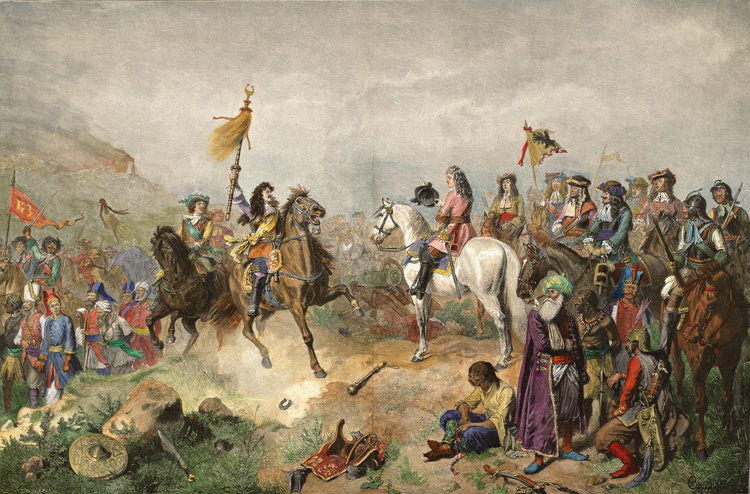
پرتره‌ای از نبرد دوم موهاچ، سال ۱۶۸۷ که محمد چهارم برابر دودمان هابسبورگ   شکست خورد.
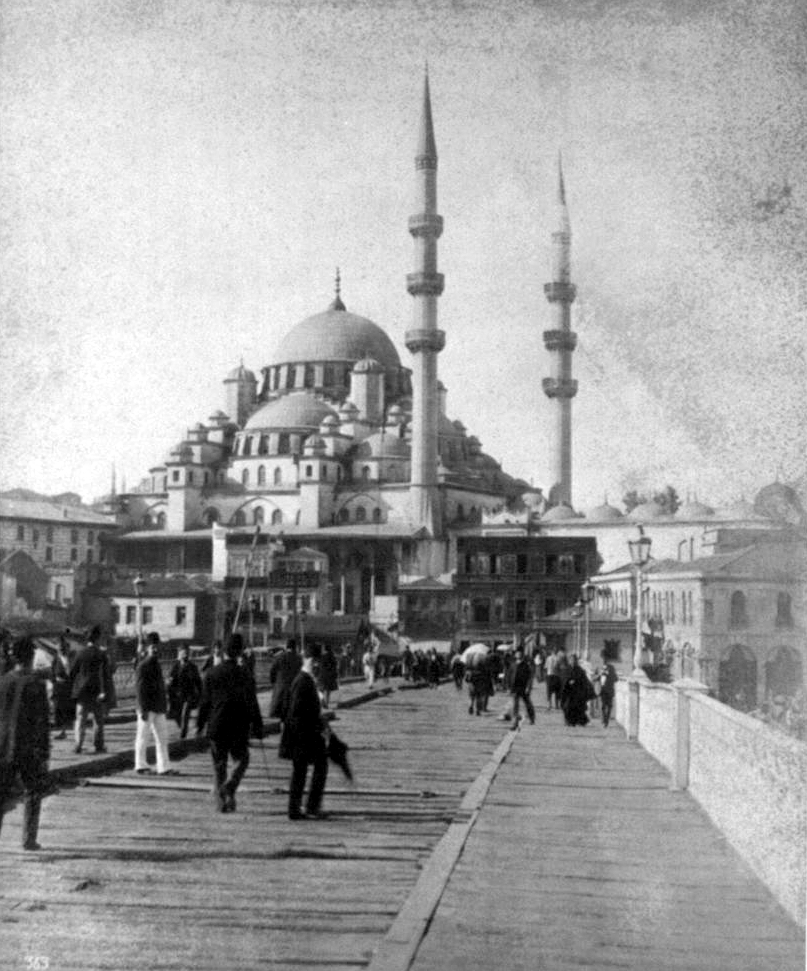
عکس تاریخی از مسجد جدید استانبول؛ساخت ۱۶۶۵
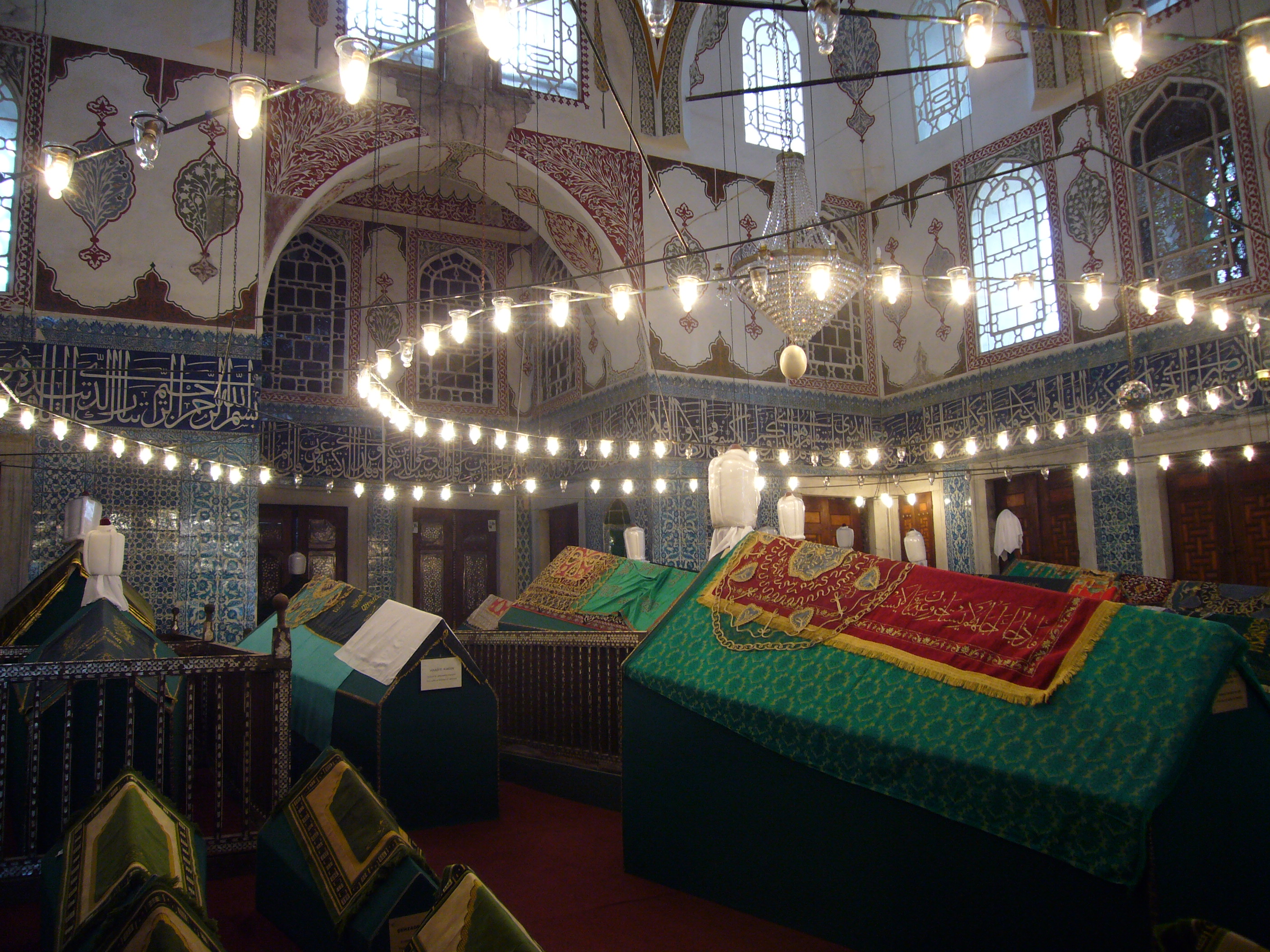
مقبره محمد چهارم، مسجد جدید، آرامگاه والده ترخان، استانبول، ترکیه
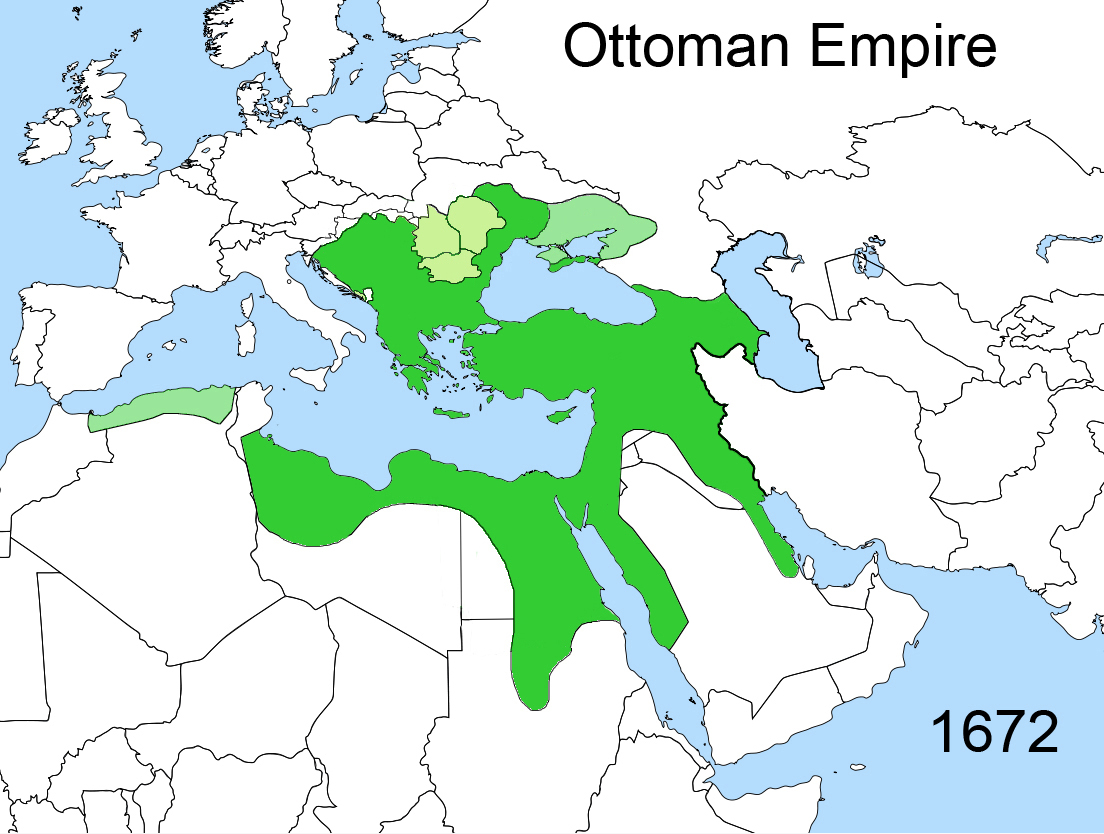
امپراتوری عثمانی بعد از معاده بوچاچ، سال ۱۶۷۲
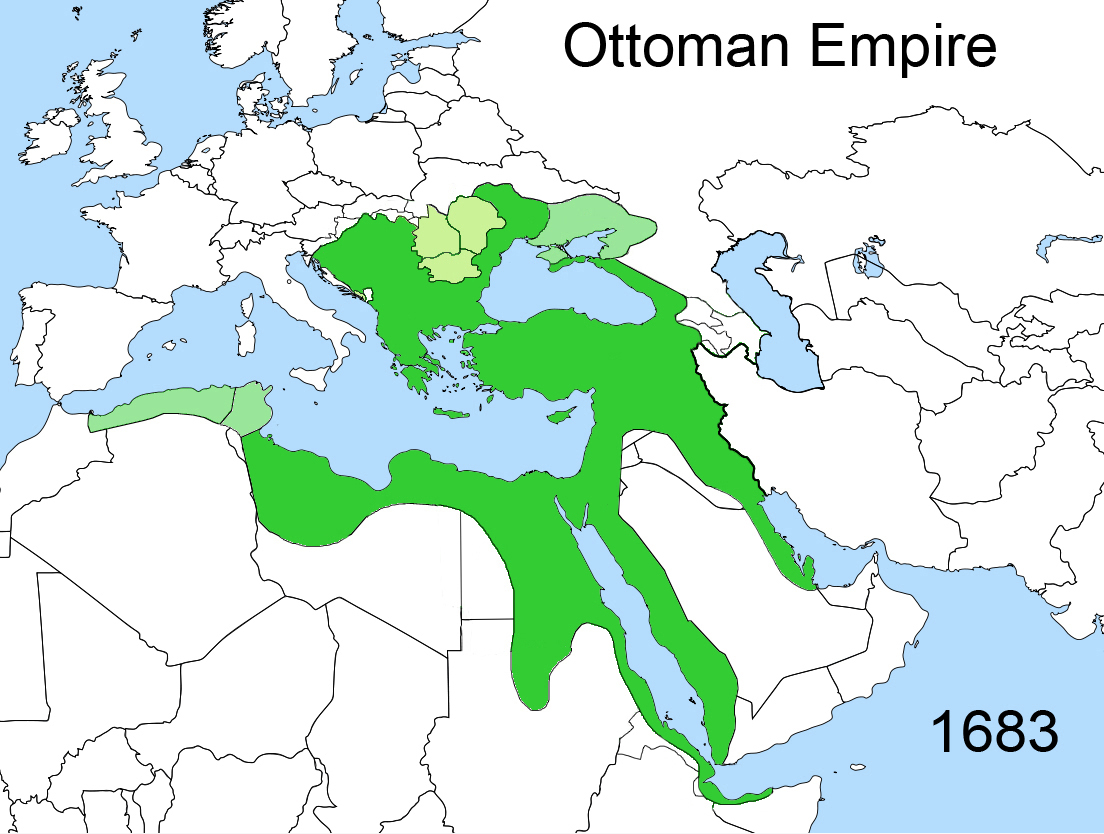
امپراتوری عثمانی قبل از محاصره وین، سال ۱۶۸۳